# Gerakies
Gerakies (griechisch Γερακιές) ist eine Gemeinde im Bezirk Nikosia in der Republik Zypern. Bei der Volkszählung im Jahr 2021 hatte sie 50 Einwohner.

## Name
Der Name Gerakies soll auf verschiedene Ursprungslegenden zurückgehen. Eine Version besagt, dass die Bezeichnung vom griechischen Wort geraki (griechisch γεράκι – Falke) stammt, da in den hohen und zerklüfteten Bergen der Umgebung viele Falken nisteten.
Eine andere Erklärung verweist auf die große Zahl von Priestern (ieris), die in der Region lebten. Um das Dorf herum existierten zahlreiche Siedlungen von denen jede ein bis zwei Priester hatte. Bei offiziellen Zusammenkünften trafen sich diese Geistlichen in Gerakies und unterzeichneten als En tes ieres ikies („In den heiligen Häusern“). Dieser Ausdruck soll sich im Laufe der Zeit zu Gerakies gewandelt haben.

## Lage und Umgebung

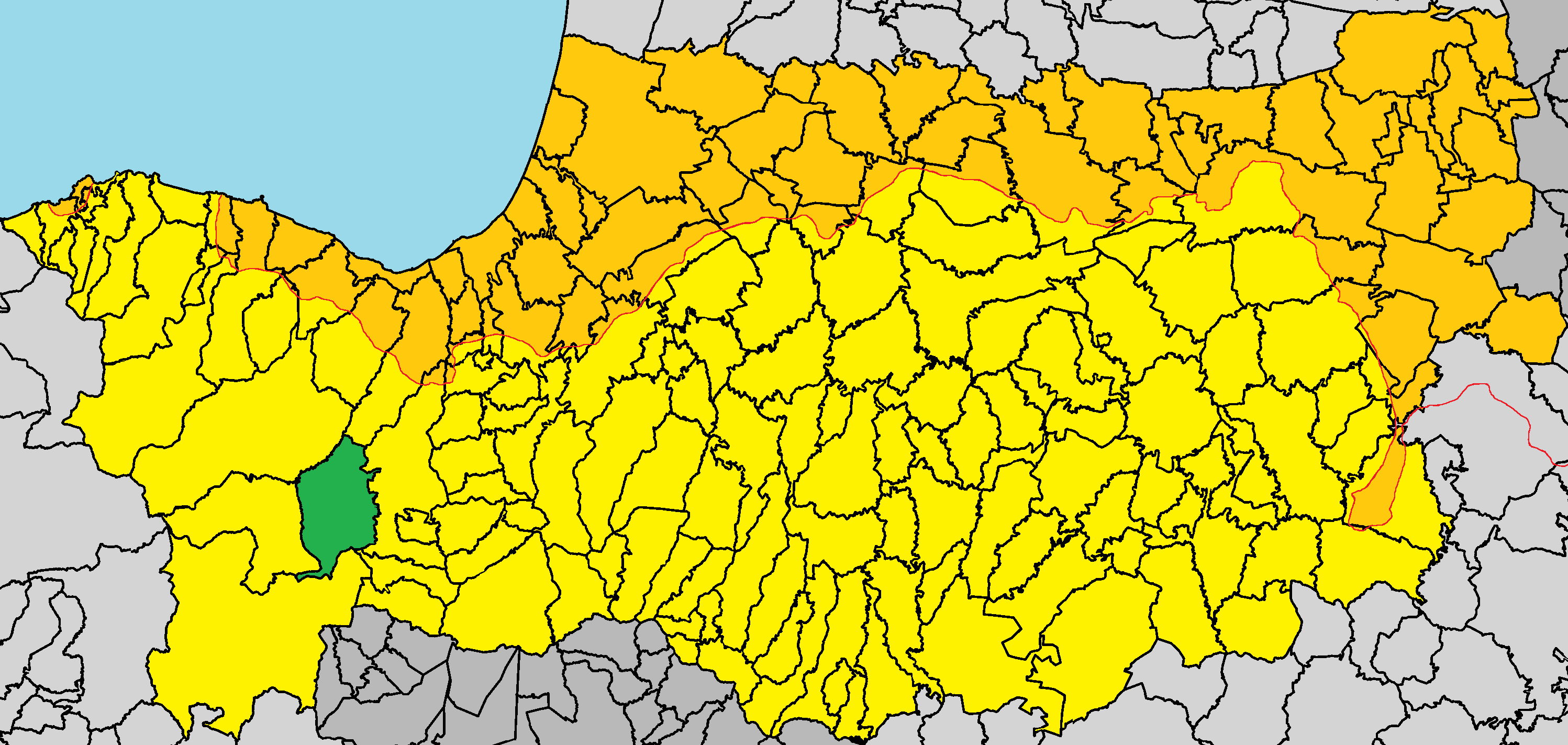
Lage im Bezirk Nikosia

Gerakies liegt im Marathasa-Tal im Troodos-Gebirge auf der Mittelmeerinsel Zypern auf einer Höhe von etwa 925 Metern, etwa 75 Kilometer südwestlich von Nikosia, 65 Kilometer nordwestlich von Limassol, 119 Kilometer nordwestlich von Larnaka und 98 Kilometer nordöstlich von Paphos. Das 24,9705 Quadratkilometer große Dorf grenzt im Norden an Kambos und Lefgios/Lefke, im Osten an Kalopanagiotis, im Süden an Moutoullas und Mylikouri und im Westen an Tsakistra. Das Dorf kann über die Straße E911 erreicht werden.
Im Osten des Dorfes erfolgt die Entwässerung durch den Fluss Marathasa, während der Westen vom Fluss Xeros durchzogen wird, der wie Marathasa in den Bucht von Morfou mündet. Die kieselhaltigen Böden und eine durchschnittliche jährliche Niederschlagsmenge von etwa 700 Millimetern ermöglichen den Anbau von Weinreben, Kartoffeln, verschiedenen Gemüsesorten und Obstbäumen. Zudem werden Mandel-, Oliven- und Walnussbäume sowie vereinzelt Zitrusfrüchte kultiviert.

## Geschichte
Die erste historische Erwähnung von Gerakies auf Zypern stammt aus dem Jahr 1460 und findet sich in den Aufzeichnungen des mittelalterlichen Chronisten Georgios Voustronios. Er berichtet, dass das Dorf zur Region Marathassa gehörte, die während der fränkischen Herrschaft dem Grafen von Edessa unterstand. Voustronios beschreibt ein Ereignis, bei dem in Gerakies ein Protopresbyter (ein hoher orthodoxer Geistlicher) verhaftet, gefoltert und seines Besitzes beraubt wurde. Diese Episode unterstreicht auch die Aussage des Historikers Étienne de Lusignan, wonach das Gebiet zu jener Zeit Eigentum der Dominikanermönche war.

### Bevölkerungsentwicklung
Die folgende Tabelle zeigt die Bevölkerung des Dorfes, wie sie in den in Zypern durchgeführten Volkszählungen erfasst wurde.
| Jahr      | 1881 | 1891 | 1901 | 1911 | 1921 | 1931 | 1946 | 1960 | 1976 | 1982 | 1992 | 2001 | 2011 | 2021 |
| Einwohner | 184  | 209  | 257  | 311  | 391  | 436  | 656  | 520  | 542  | 330  | 168  | 123  | 75   | 50   |

## Kultur und Sehenswürdigkeiten
- Agios Georgios ist eine aus Stein erbaute Kirche mit einem markanten Glockenturm, die 1915 ihre heutige Gestalt erhielt.[5][26]
- Agios Nikolaos ist eine Steinkapelle, die unter dem Schutz der zypriotischen Altertumsbehörde steht. Der Bau war ursprünglich Teil eines größeren Klosterkomplexes, der von aus Syrien geflüchteten Priestern nach der fränkischen Herrschaft gegründet wurde.[5][27]
- Agios Sozomenos ist eine Kapelle, die dem Schutzpatron einer früheren Siedlung gewidmet wurde.[5][28]
- Kato Vrissi ist eine Steinquelle, die in der bis in die 1960er Jahre als Hauptwasserquelle der Ortschaft diente.[29]
- Ariadni ist ein etwa vier Kilometer langer Rundweg in der Umgebung des Dorfes.[5]